# Claudia Rodríguez de Guevara
Claudia Juana Rodríguez de Guevara, née vers 1981, est une femme d'État salvadorienne. Elle est présidente de la République par intérim du 1er décembre 2023 au 31 mai 2024.

## Biographie
Elle est née vers 1981.
Le 25 novembre 2021, elle est nommée présidente de la direction nationale des travaux municipaux (DOM) par le président Nayib Bukele, puis secrétaire particulière de ce dernier en mars 2022.
Le 30 novembre 2023, Nayib Bukele démissionne de son poste, ainsi que son vice-président Félix Ulloa, en vue de se présenter à l'élection présidentielle de 2024. L'Assemblée législative prend acte de cette décision et élit Claudia Rodríguez de Guevara comme présidente par intérim par 67 voix contre 11. Elle assure ses fonctions à compter du 1er décembre pour six mois, devenant la première femme à accéder à la fonction. Nayib Bukele demeure néanmoins président en titre. L'intérim de Claudia Rodríguez prend fin le 31 mai 2024.